# Zwieselhof
Zwieselhof (fränkisch: Dswieslhuf) ist ein Gemeindeteil der Gemeinde Rohr im Landkreis Roth (Mittelfranken, Bayern). Zwieselhof liegt in der Gemarkung Regelsbach.

## Geografie
Die Einöde liegt in Hanglage 100 Meter nördlich des Zwieselbachs. Im Westen liegen der Kühbuck und das Hochstraßfeld, im Osten befindet sich der Höhenberg. 0,5 km nördlich liegt das Auholz. Ein Anliegerweg führt nach Hengdorf zur Kreisstraße RH 11 (0,8 km südöstlich).

## Geschichte
Der Ort wurde 1413 als „Zwiselhof“ erstmals als ein zum Halsgericht Roßtal gehörender Hof urkundlich erwähnt. 1532 wurde der Ort „Zwisselhoff“ und 1616 „Zwiselhove“ genannt. Der Ortsname leitet sich vom Zwieselbach ab, dessen Bestimmungswort zwisel (mhd. für Gabel) ist, wohl Bezug nehmend auf die Bachgablung bei Hengdorf. Durch den Dreißigjährigen Krieg von 1618 bis 1648 und die Pest starben ganze Familien aus. Auch der Zwieselhof war betroffen. In der Weihnachtszeit des Jahres 1626 starben innerhalb weniger Wochen der Zwieselhofbauer mit allen zehn Kindern, seine Mutter und die Tagelöhnerfamilie. Als einzige blieb die Bäuerin übrig, die zwei Jahre später wieder heiratete. 
Gegen Ende des 18. Jahrhunderts gab es in Zwieselhof nur ein Anwesen. Das Hochgericht übte das Richteramt Roßtal aus. Der Ganzhof unterstand dem Nürnberger Eigenherrn von Grundherr.
Von 1797 bis 1808 unterstand der Ort dem Justiz- und Kammeramt Schwabach. 1804 gab es im Ort zwei Untertansfamilien.
Im Rahmen des Gemeindeedikts wurde 1808 Zwieselhof dem Steuerdistrikt Regelsbach (I. Sektion) und der 1818 gebildeten Ruralgemeinde Regelsbach zugeordnet. Am 1. Mai 1978 wurde Zwieselhof im Zuge der Gebietsreform in Bayern nach Rohr eingegliedert.

### Baudenkmal
- Haus Nr. 1: dazugehörige Torpfeiler[12]

### Einwohnerentwicklung
| Jahr      | 001818 | 001840 | 001861 | 001871 | 001885 | 001900 | 001925 | 001950 | 001961 | 001970 | 001987 |
| Einwohner | 15     | 19     | 23     | 17     | 14     | 18     | 14     | 14     | 8      | 9      | 7      |
| Häuser    | 3      | 3      |        |        | 3      | 2      | 2      | 2      | 2      |        | 1      |
| Quelle    | [ 14 ] | [ 15 ] | [ 16 ] | [ 17 ] | [ 18 ] | [ 19 ] | [ 20 ] | [ 21 ] | [ 22 ] | [ 23 ] | [ 1 ]  |

## Religion
Der Ort ist seit der Reformation evangelisch-lutherisch geprägt und war ursprünglich nach St. Laurentius (Roßtal) gepfarrt, seit dem frühen 19. Jahrhundert ist die Pfarrei St. Georg (Regelsbach) zuständig. Die Katholiken sind nach St. Sebald (Schwabach) gepfarrt.